# Luftfartsselskaber på Færøerne
Dette er en liste over flyselskaber der pt. opererer i Færøerne.
| Flyselskab       | IATA | ICAO | Kaldesignal | Grundlagt | Note    |
| ---------------- | ---- | ---- | ----------- | --------- | ------- |
| Atlantic Airways | RC   | FLI  | FAROELINE   | 1987      |         |
| FarCargo         |      |      |             | 2021      |         |
| FaroeJet         | F6   | RCK  | ROCKROSE    | 2005      | Nedlagt |